# Telaio a pesi
Il telaio a pesi è il tipo di telaio che veniva usato nell'antichità. È un telaio molto semplice che ha la caratteristica di cominciare a costruire il tessuto, contrariamente ai telai moderni, nella sua parte alta. Le sue caratteristiche strutturali e le procedure di lavorazione non permettono di realizzare tessuti di grandi dimensioni né di utilizzare filati molto sottili.

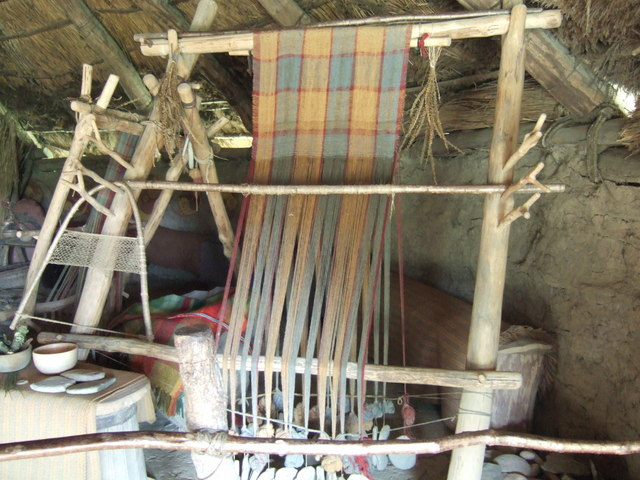
Ricostruzione di telaio a pesi, età del ferro

## Storia
Fu il primo tipo di telaio inventato dall'uomo, nel periodo neolitico, e rimase in uso presso popoli antichi del Mediterraneo fin dopo la caduta dell'Impero romano d'Occidente. Dato il materiale deperibile con cui era realizzato, la traccia del suo uso ci è data dai pesi che vengono rinvenuti numerosi negli scavi. Le immagini che li rappresentano sono molte: incise nei graffiti della val Camonica, sui vasi attici, negli affreschi di Pompei. È il telaio che viene raffigurato accanto a Penelope.

## I pesi

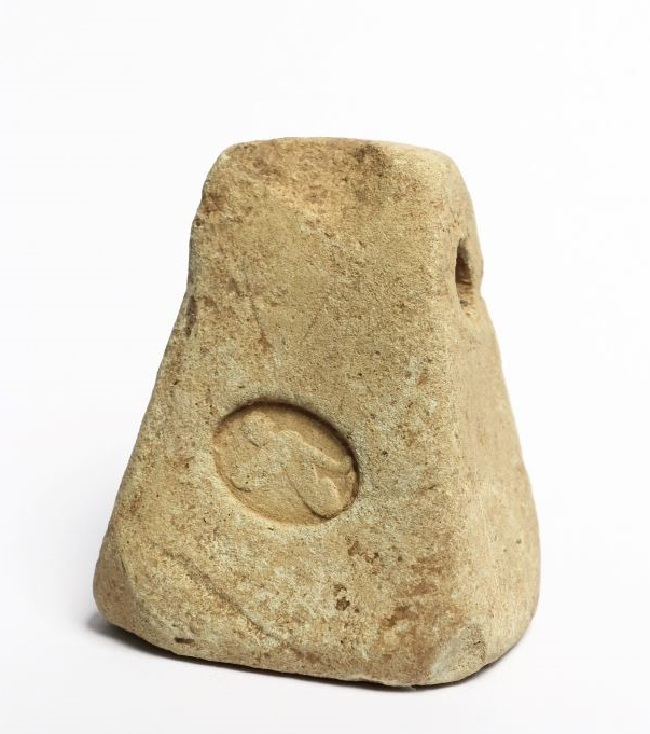
Peso da telaio (rinvenuto a Santeramo in Colle - scavo Soprintendenza 1980)

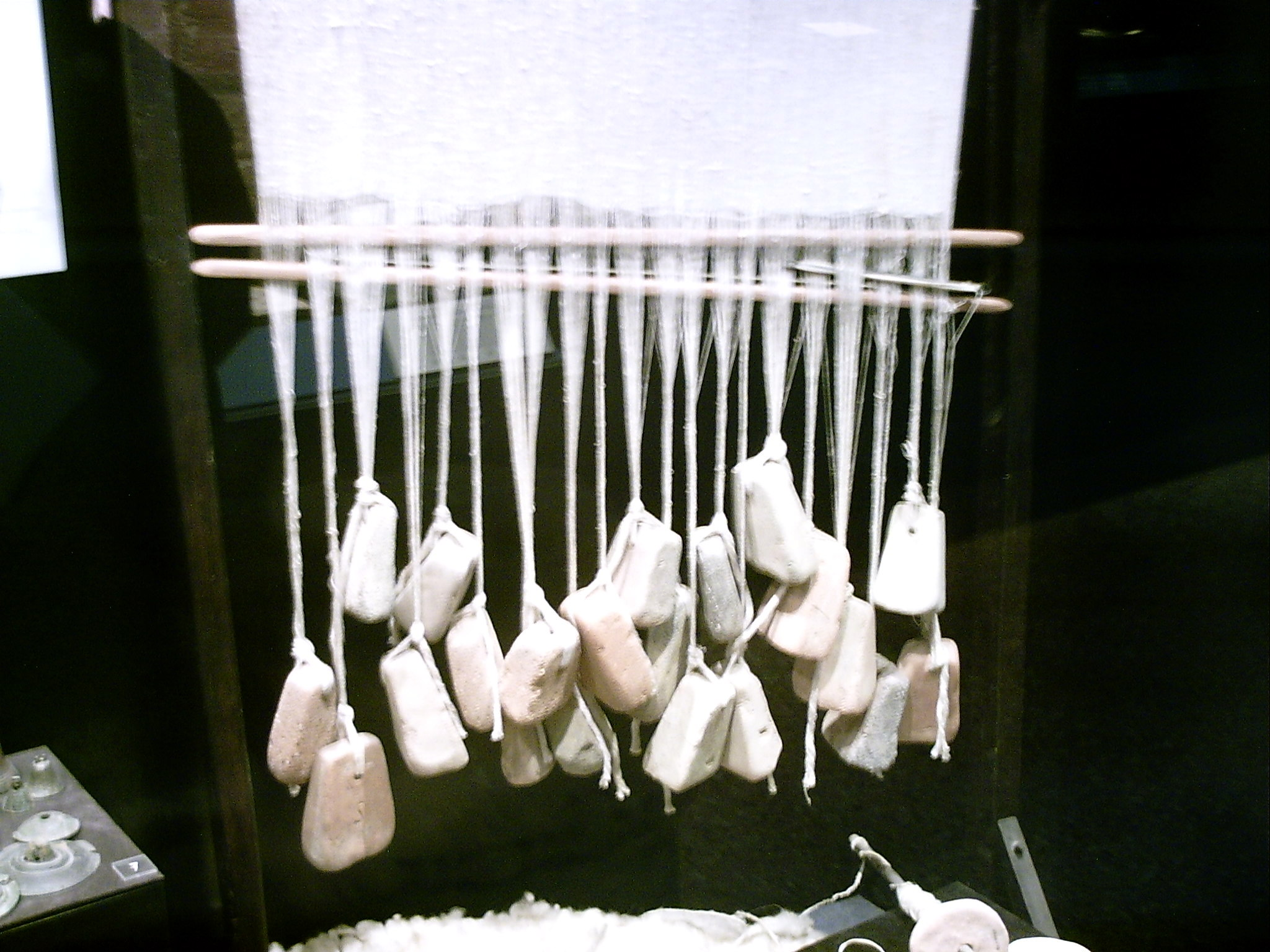
Pesi in terracotta

I pesi da telaio venivano realizzati con vari materiali: pietra, argilla cruda, terracotta, bronzo, ossidiana. I più comuni avevano forma cilindrica o a tronco di piramide a base quadrata, anche se rozzi o non ben rifiniti avevano un foro ad un'estremità per legarvi i fili. Quelli di sagoma reniforme di fori ne avevano due. Pesavano da decine di grammi a qualche etto, probabilmente in relazione alla dimensione del filo usato o al numero dei fili del mazzetto ad essi attaccato.

## Struttura
Questo telaio è estremamente semplice, una cornice fissa di forma rettangolare a cui vengono appesi i fili dell'ordito mantenuti in tensione da pesi. Costruito con pali di legno, anche semplici rami, due verticali per i montanti, due orizzontali come traverse che li collegano; potevano essere legati con lacci di cuoio o fibre vegetali, o meglio rifiniti con incastri.
Due rami a forcella, che sporgono perpendicolarmente dai montanti possono creare i supporti per il bastone dei licci. Il telaio veniva appoggiato, leggermente inclinato a una parete o mantenuto verticale interrando i pali verticali nel terreno.
Un paio di stecche, per tener in ordine i fili e un legnetto con il filo arrotolato come navetta completano il telaio.

## Funzionamento
Alla traversa superiore vengono legati i fili di ordito, che hanno una lunghezza non superiore a quella del telaio (non devono toccare terra). All'estremità inferiore di ogni mazzetto dei fili d'ordito della stessa serie (cioè tutti pari o tutti dispari) si lega un peso, solitamente forato, in modo che risultino ben tesi. Una serie dei fili (mettiamo quelli pari) vengono collegati ad un bastone da lacci di filo che si chiamano licci, in modo che il tessitore, tirando il bastone verso di sé, apra il passo, cioè separi la serie pari che viene avanti, da quella dispari, che rimane dietro, creando un varco in cui pone il filo di trama. Lasciando andare il bastone i fili ritornano nella posizione di partenza, che è l'altro passo. La battitura si ottiene con un pettine a mano, battendo, cioè avvicinando il filo dal basso verso l'alto al tessuto già fatto. Il tessuto si comincia a costruire in alto, contro la traversa superiore e si può fare fin che non ci si avvicina troppo ai pesi.